# Ксар-Каддур
Ксар-Каддур (араб. قصر قدور‎) — небольшой город и коммуна на юге Алжира, в вилайете Тимимун. Входит в состав округа Тинеркук.

## Географическое положение

Коммуна Ксар-Каддур

Город находится в северной части вилайета, в северной части пустыни Сахара, на расстоянии приблизительно 825 километров к юго-юго-западу (SSW) от столицы страны Алжира. Абсолютная высота — 332 метра над уровнем моря.

Коммуна Ксар-Каддур граничит с коммунами Тинеркук, Улед-Саид, Улед-Айса и Керзаз (вилайет Бешар). Её площадь составляет 8113 км².

## Климат
Климат города характеризуется как аридный жаркий (BWh в классификации климатов Кёппена). Уровень атмосферных осадков, выпадающих в течение года крайне низок (среднегодовое количество — 25 мм). Средняя годовая температура составляет 23,7 °C.

## Население
По данным официальной переписи 2008 года численность населения коммуны составляла 4742 человека. Доля мужского населения составляла 51,67 %, женского — соответственно 48,33 %. Уровень грамотности населения составлял 44 %. Уровень грамотности среди мужчин составлял 59,2 %, среди женщин — 26,9 %. 1,8 % жителей Ксар-Каддура имели высшее образование, 5 % — среднее образование.